# Ramón Fonst
Ramón Fonst Segundo (n. 31 august 1883, La Habana, Imperiul Spaniol – d. 10 septembrie 1959, La Habana, Havana Province⁠(d), Cuba) a fost un scrimer cubanez. A fost primul campion olimpic la spadă, cucerind în total cinci medalii olimpice din trei participări.

## Carieră
A crescut în Franța unde s-a apucat de scrimă sub îndrumarea maestrului Albert Ayat. La vârsta de 16 ani a participat la Jocurile Olimpice de vară din 1900 de la Paris. În proba pentru amatori, care a avut loc în Grădinile Tuileries, a trecut de faza de grupe și l-a învins pe francezul Louis Perrée în meciul de baraj, devenind primul campion olimpic la spadă. În proba pentru maeștri și amatori, acum dispărută, a fost depășit de maestrul său Albert Ayat și s-a mulțumit cu argintul.
La Jocurile Olimpice din 1904 și-a apărat titlul la spadă, performanță care nu s-a repetat până în prezent. Totuși, ediția olimpică de la St. Louis a fost puțin frecventată: în acest caz, doar cinci trăgători au participat. Ramón Fonst s-a clasat și primul dintre cei nouă competitori la proba de floretă la individual. La proba de floretă pe echipe, a concurat alături de americanul Albertson Van Zo Post și de cubanezul Manuel Díaz. Împreună au învins singura alta echipa, Statele Unite. Astfel el a cucerit al treilea titlu olimpic la această ediție a Jocurilor.
Cariera sa ulterioară nu este foarte bine cunoscută. În anul 1921 a participat la înființarea Comisiei Naționale de Box și Lupte din Cuba. La Jocurile Olimpice din 1924 de la Paris, la vârsta de 41 de ani, a participat din nou la probele de spadă, dar nu a câștigat nicio medalie. A fost președintele Comitetul Olimpic Cubanez din 1941 până în 1946.

## Legături externe
Materiale media legate de Ramón Fonst la Wikimedia Commons
- en Ramón Fonst la Olympedia.org